# Sowiniec (wzgórze)
Sowiniec (358 m n.p.m.) – najwyższe wzgórze Pasma Sowińca w Krakowie. Wraz z położonym na jego szczycie kopcem Piłsudskiego osiąga wysokość 383,6 m n.p.m. Pod względem geograficznym znajduje się w obrębie Pomostu Krakowskiego zaliczanego do makroregionu Bramy Krakowskiej.
W latach 1941–1973 i ponownie od 1998 r. Sowiniec jest najwyższym naturalnym wzniesieniem miasta Krakowa.

## Topografia
Sowiniec znajduje się w północno-zachodniej części masywu, w jego głównym grzbiecie. Od północnego zachodu sąsiaduje z Górą Buźnicką, natomiast od południa ze zwornikowym szczytem Ostrej Góry, od której oddzielony jest szeroką przełęczą Janasówki, zwaną także Janasówki pod Sowińcem.
Na szczycie wzgórza znajduje się rozległa Polana na Sowińcu pełniąca funkcję rekreacyjną. Znajdują się na niej elementy infrastruktury turystycznej: wiaty i ławki, plac zabaw dla dzieci, boisko sportowe oraz tablice informacyjne. W centralnej części polany znajduje się, wzniesiony w latach 1934–1937 Kopiec Niepodległości im. Marszałka Józefa Piłsudskiego.
Sowiniec góruje nad kilkoma dolinkami, mającymi w większości charakter wąwozów. Jego północne i północno-wschodnie stoki opadają do doliny Rudawy, ponadto wcina się w nie jej odgałęzienie – parów Zielony Dół. Stoki południowo-wschodnie opadają do dolinki Wolski Dół, południowo-zachodnie do wąwozu Mokry Dół, a zachodnie do wąwozu Niedziółki. U północno-wschodnich podnóży Sowińca znajduje się Wesoła Polana.

## Geologia
Sowiniec zbudowany jest ze skał wapiennych pochodzących z jury późnej. Na zboczach wzgórza znajdują się liczne wapienne wychodnie. Największe z nich to Panieńskie Skały, Kawalerskie Skały i Wolski Murek. Na tych dwóch ostatnich uprawiana jest wspinaczka skalna, Panieńskie Skały są rezerwatem przyrody. W wapieniach występują zjawiska krasowe i kilka jaskiń, schronisk i szczelin. W skałach parowu Zielony Dół znajdują się Jaskinia w Lesie Wolskim, Jaskinia w Zielonym Dole i Schronisko w Zielonym Dole. W Kawalerskich Skałach znajduje się Szczelina przed Gajówką, a w niewielkich skałach na zachód od Kawalerskich Skał Szczelina pod Gajówką.

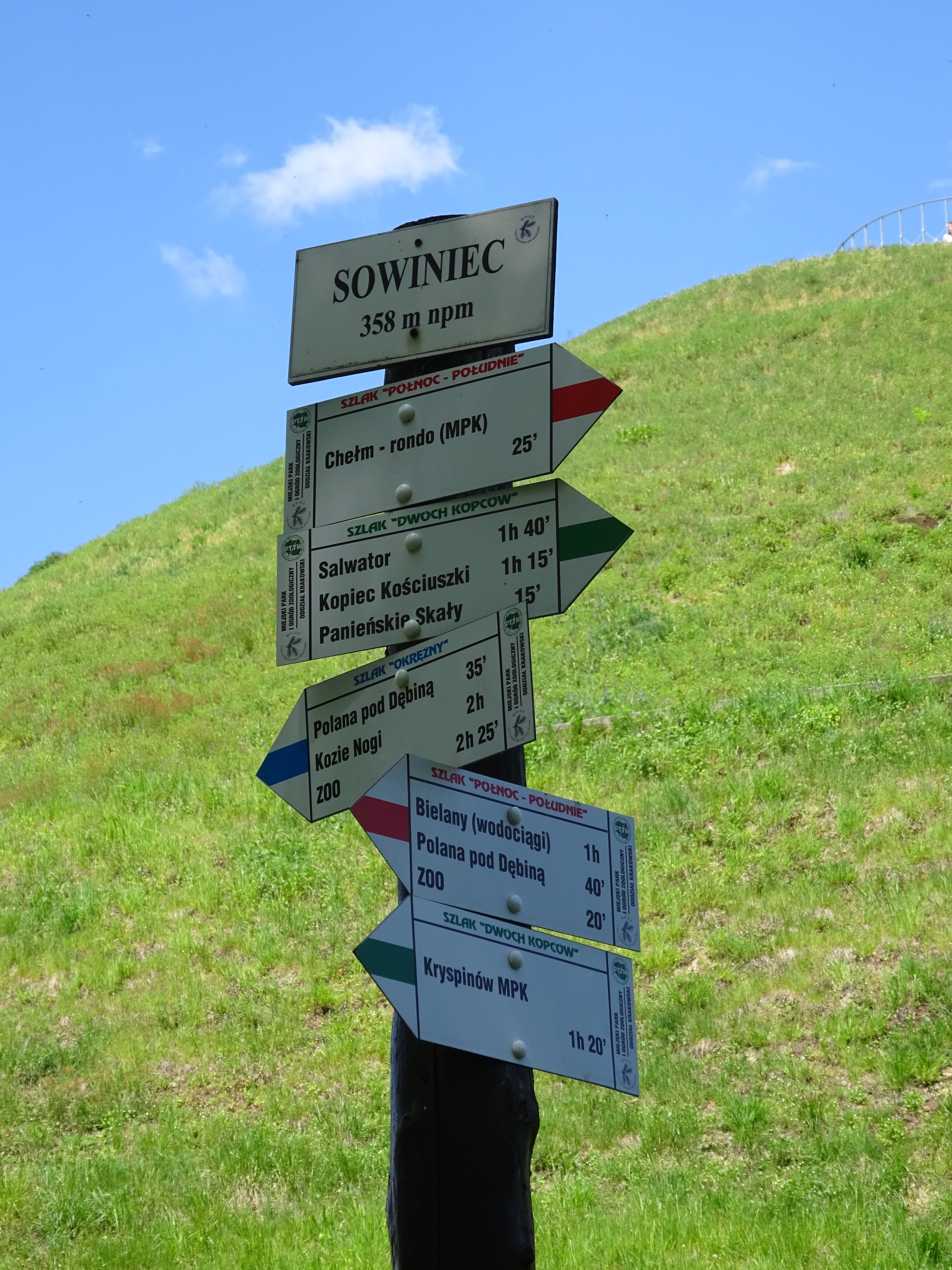
Tabliczka na szczycie wzgórza
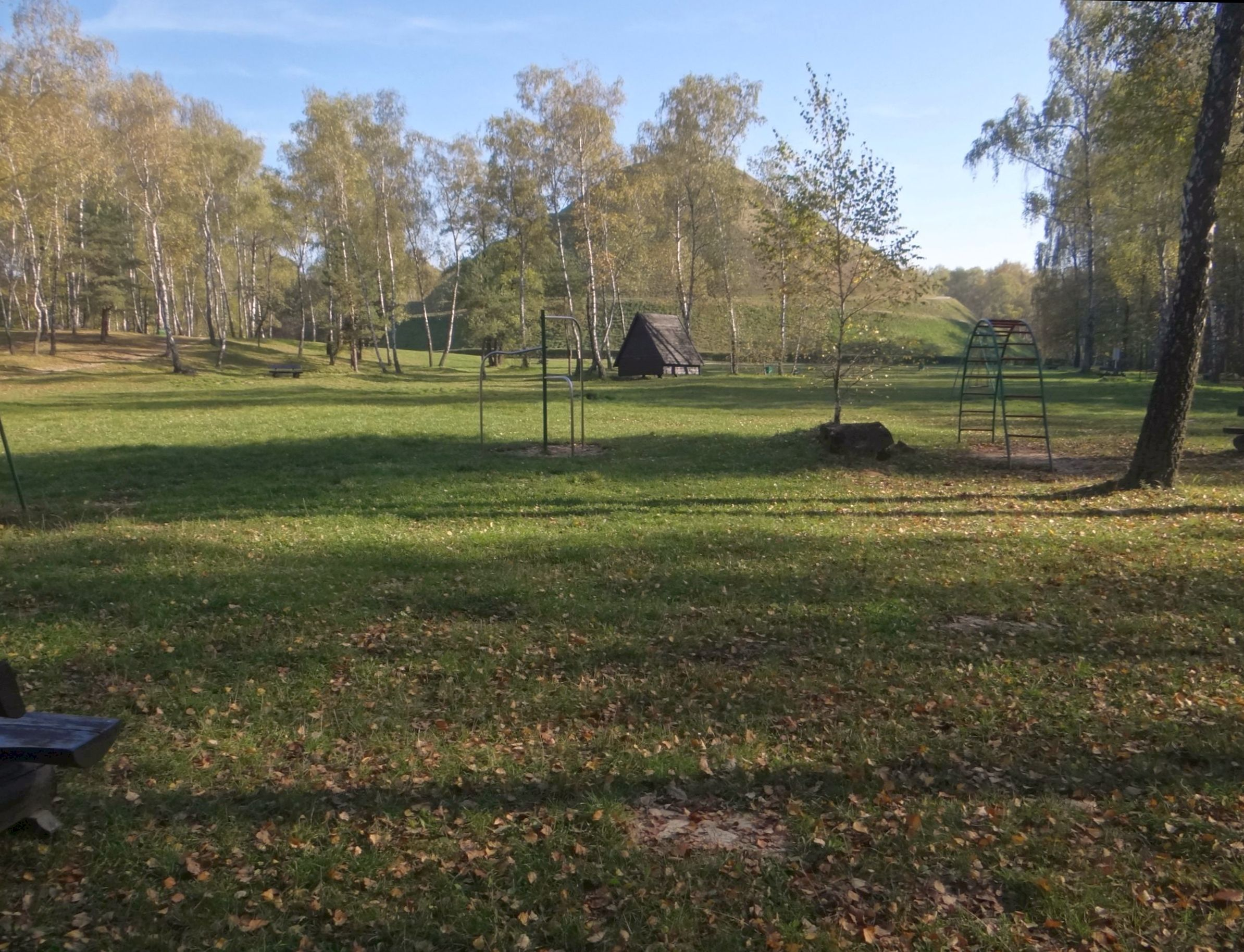
Polana na Sowińcu i Kopiec Piłsudskiego
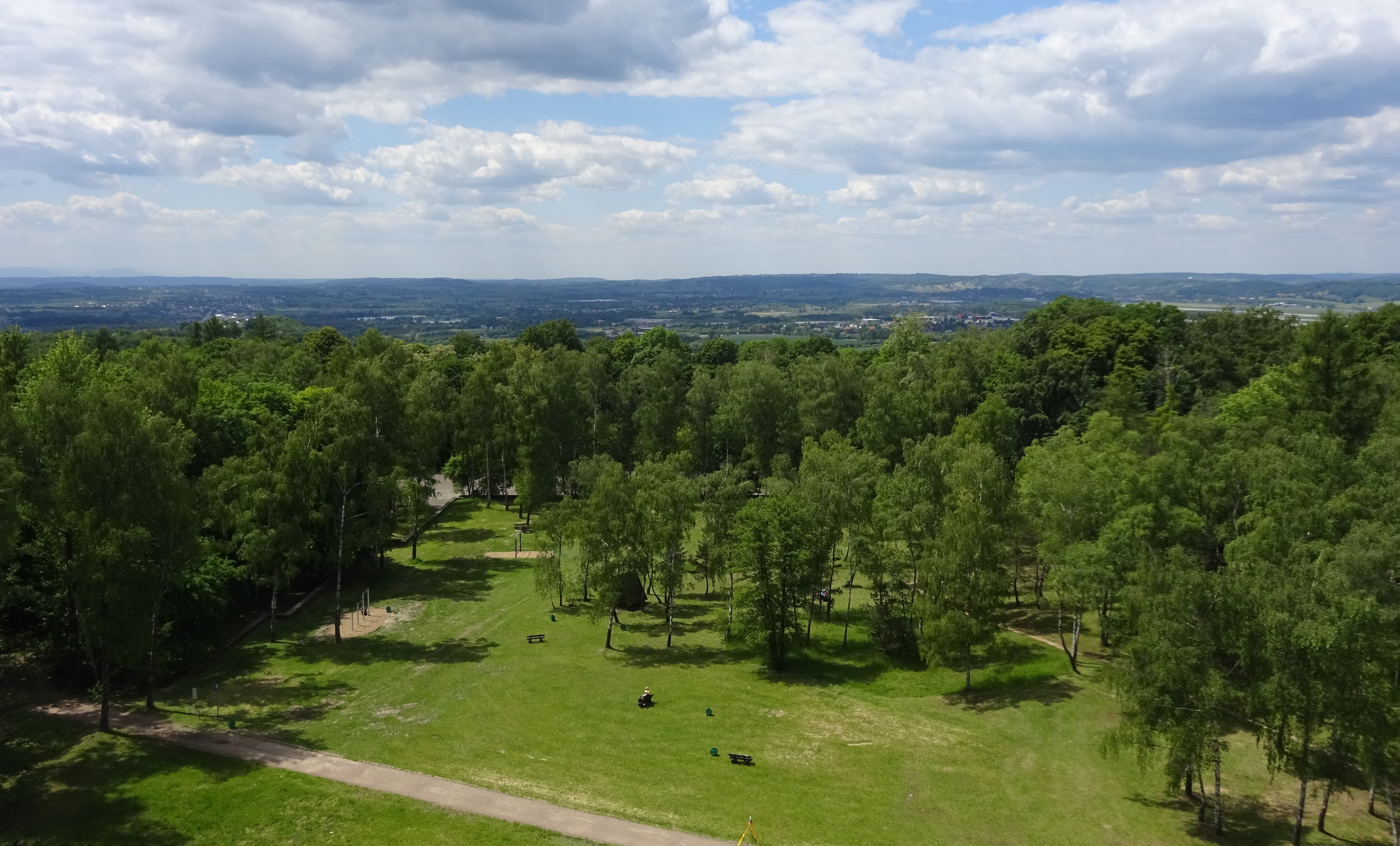
Polana na Sowińcu, widok z Kopca Piłsudskiego
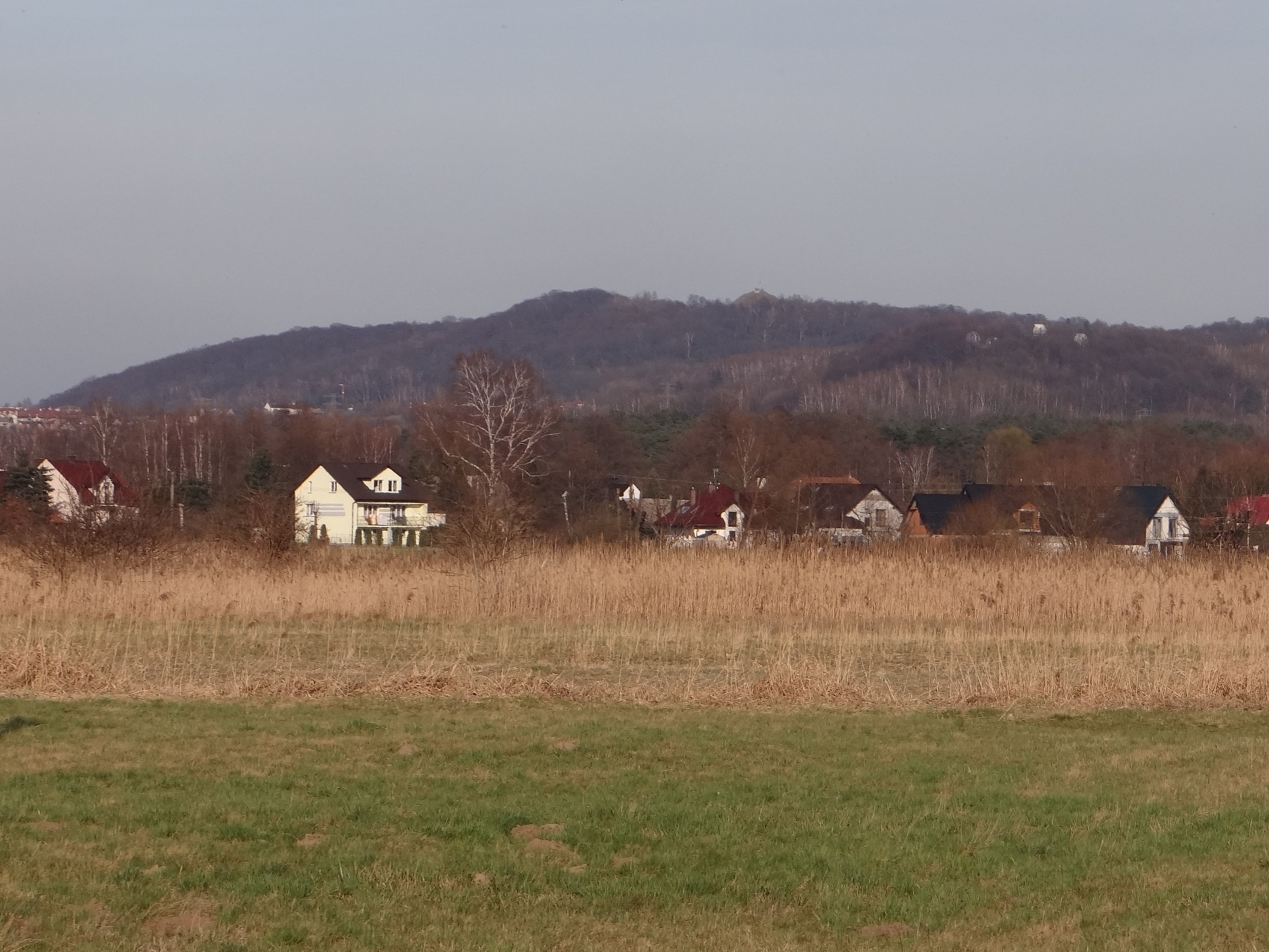
Sowiniec od zachodu
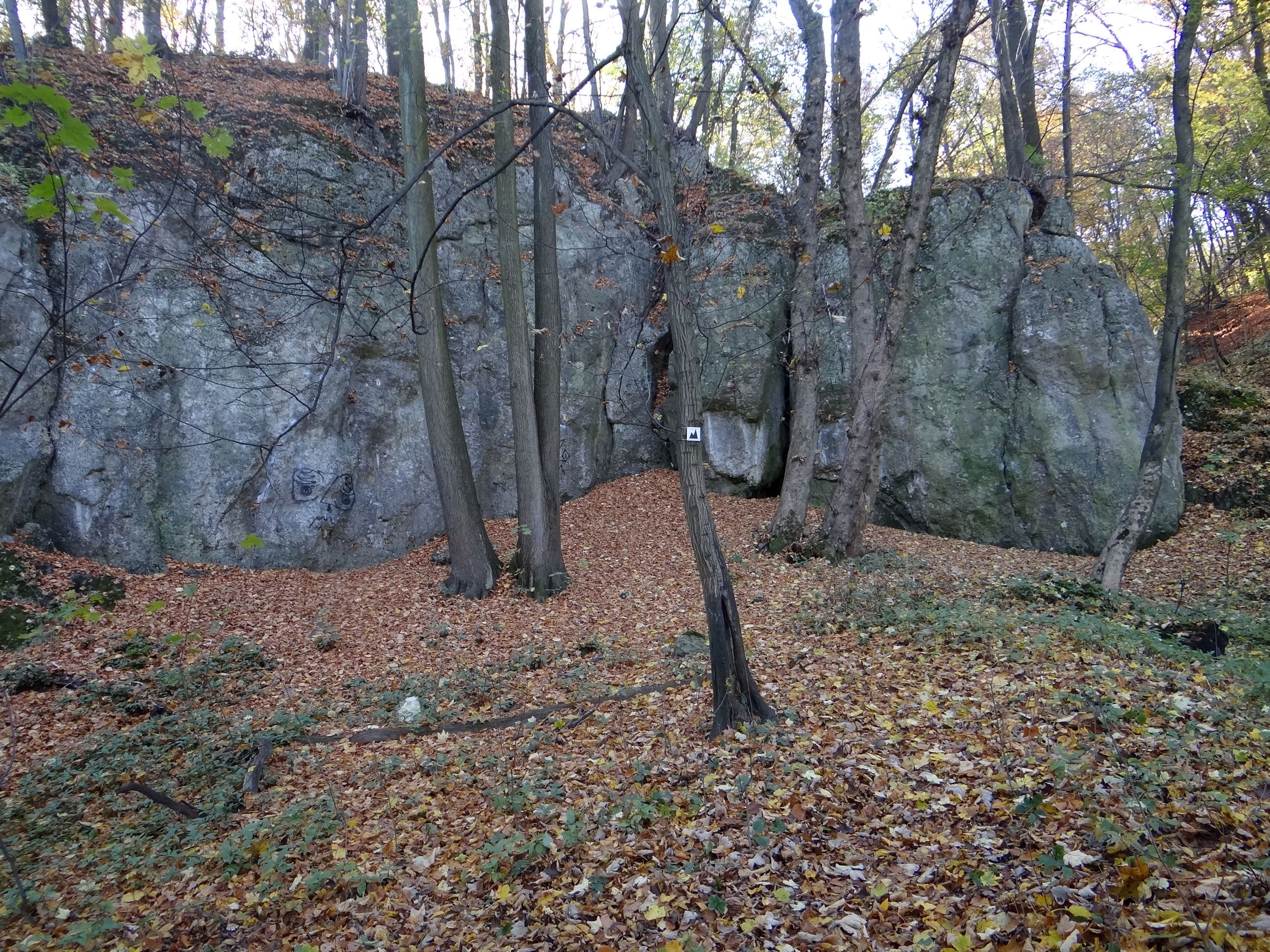
Kawalerskie Skały